# ليو موران
ليو موران (بالإنجليزية: Leo Moran)‏ هو مغن مؤلف أيرلندي، ولد في 9 نوفمبر 1964 في توام ‏ في جمهورية أيرلندا.